# 가나의 대외 관계
가나의 대외 관계는 가나 외무부가 관할한다. 가나는 유엔 및 그 산하 여러 전문 기구, 세계무역기구(WTO), 비동맹 운동, 아프리카 단결 기구(OAU), 아프리카 연합(AU), 서아프리카 국가 경제 공동체(ECOWAS) 등 다양한 국제기구에서 활발히 활동하고 있다. 가나는 자국의 직접적인 이해관계에 영향을 미치지 않는 경제 및 정치 문제에 대해서는 비동맹 운동과 아프리카 통일 기구의 합의에 일반적으로 따르는 입장을 취한다. 또한 가나는 레바논, 아프가니스탄, 르완다, 발칸반도 등지에서 유엔의 주도하에 국제 평화유지 활동에 적극적으로 참여해 왔으며, ECOWAS 회원국들과 함께 8년에 걸쳐 라이베리아에서 정전 협정을 마련하고 이를 집행하기 위한 지역 차원의 활동을 전개한 바 있다. 가나는 국제형사재판소(ICC) 회원국이기도 하다.

## 각국별 대외 관계

### 아메리카

#### 미국
양국은 1957년 3월 6일에 외교 관계를 수립했다.
미국은 가나의 주요 교역국 중 하나이다. 가나 대통령실은 가나 주재 미국 대사관과 협력하여 미국 상공회의소를 설립하였으며, 이를 통해 민간 부문에서 양국 간 경제 관계를 더욱 강화하고자 하였다. 가나에서 활동 중인 주요 미국 기업으로는 ACS, CMS 에너지, 코카콜라, S.C. 존슨, 랠스턴 퓨리나, 스타키스트, A.H. 로빈스, 스털링, 화이자, IBM, 3M, 모토로라, 스튜어트 & 스티븐슨, 프라이스워터하우스쿠퍼스, NCR (내셔널 캐시 레지스터) 등이 있다. 최근 여러 미국 기업이 가나에 대한 투자에 나섰거나 투자 가능성을 검토 중이며, 주요 분야는 금광 개발, 목재 제품, 석유 산업 등이다. 미국의 대형 광산 기업 뉴몬트는 2004년 가나의 광산업에 진출하였으며, 최대 10억 달러 규모의 투자를 계획하고 있다. 1997년 말에는 누에보 페트롤리엄이 가나의 해양 광물 권역 중 한 곳에서 석유 탐사 계약을 체결하였고, 이 외에도 여러 미국 석유 기업들이 가나 해상에서 탐사 활동을 벌이고 있다.

### 아시아

#### 대한민국
양국은 1977년 11월 14일에 외교 관계를 수립했다.

### 아프리카

#### 나이지리아
가나는 1959년, 나이지리아가 아직 종속령이던 시기에 주나이지리아 대표부를 설치하였다. 이후 1960년 10월 1일, 나이지리아가 독립을 달성함에 따라 이 대표부는 고등판무관 사무소로 격상되었다.

#### 코트디부아르
양국은 1961년 3월 15일에 외교 관계를 수립했다.
코트디부아르와의 관계는 토고와의 관계와 마찬가지로 여러 차례 부침을 겪었다. 1984년 초, 가나의 국가방위평의회(PNDC) 정부는 코트디부아르가 가나 반체제 인사들에게 자국 영토를 근거지로 삼아 가나에 대한 파괴 활동을 벌이도록 허용하고 있다고 비판하였다. 또한 코트디부아르가 가나에서 범죄 혐의로 수배 중인 정치 선동가들에게 망명을 허가했다고 비난하였다. 그러나 1988년 이후 양국 관계는 크게 개선되었으며, 1989년에는 15년간 진전이 없던 가나-코트디부아르 국경 재획정 위원회가 양국 간 640km에 이르는 국경선에 대한 정의에 최종 합의하였다. 이후 PNDC 정부는 양국 간의 문제에도 불구하고 코트디부아르 및 토고와의 교통 및 통신망 개선에 힘썼다.

#### 토고
양국은 1963년 1월 21일에 외교 관계를 수립했다.